# Bonneval, Haute-Loire
Bonneval är en kommun i departementet Haute-Loire i regionen Auvergne-Rhône-Alpes i centrala Frankrike. Kommunen ligger i kantonen La Chaise-Dieu som tillhör arrondissementet Brioude. År 2022 hade Bonneval 91 invånare.

## Befolkningsutveckling
Antalet invånare i kommunen Bonneval
| Referens: INSEE |